# 午夜之爱
《午夜之爱》是2005年的泰國浪漫電影，描述計程車司機和一位搭上車的女性之間的愛情故事，由康德·賈圖雲洛薩米導演，由派特察泰·王卡姆劳及沃拉娜特·旺萨莞主演。

## 外部連結
- 互联网电影数据库（IMDb）上《午夜之爱》的资料（英文）